# بيتر سامبسون
بيتر سامبسون (بالإنجليزية: Peter Sampson)‏ (9 يوليو 1927 في المملكة المتحدة - 16 مايو 2009 في المملكة المتحدة) هو لاعب كرة قدم بريطاني في مركز نصف الجناح. لعب مع نادي بريستول روفيرز وTrowbridge Town F.C. ‏.